# Ponerorchis graminifolia
Ponerorchis graminifolia är en orkidéart som beskrevs av Heinrich Gustav Reichenbach. Ponerorchis graminifolia ingår i släktet Ponerorchis och familjen orkidéer. Inga underarter finns listade i Catalogue of Life.

## Bildgalleri

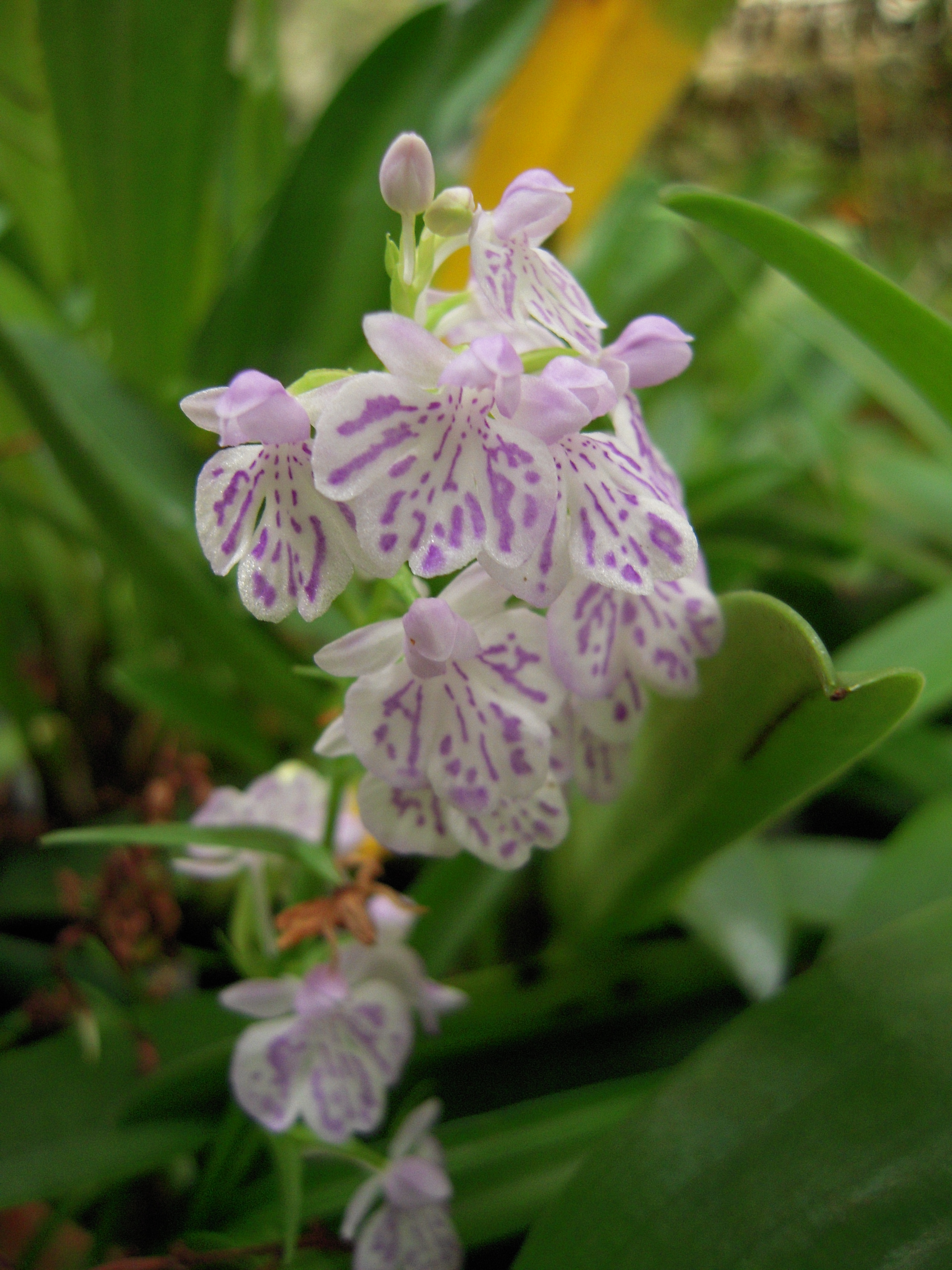
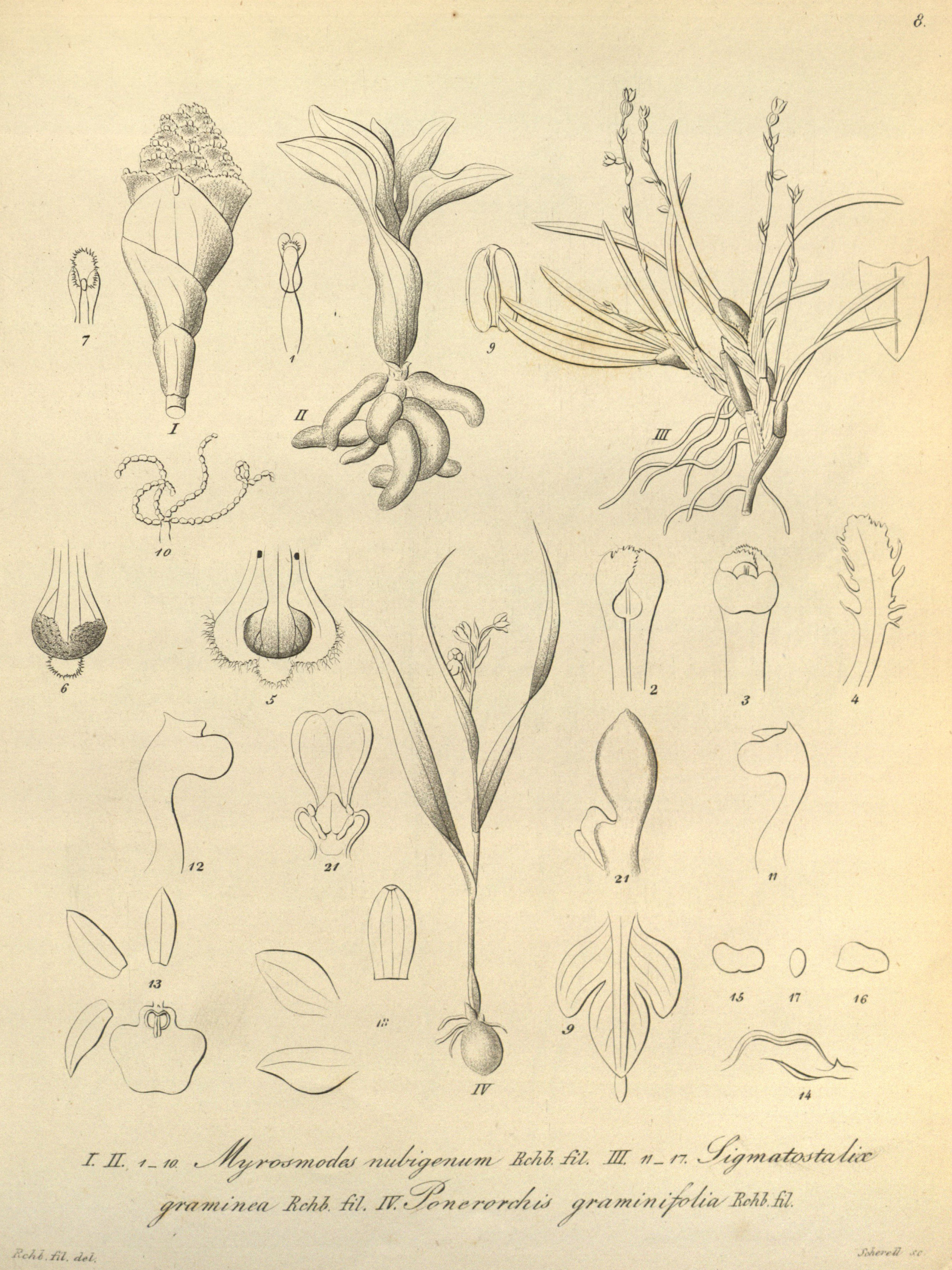